# Villino Campi

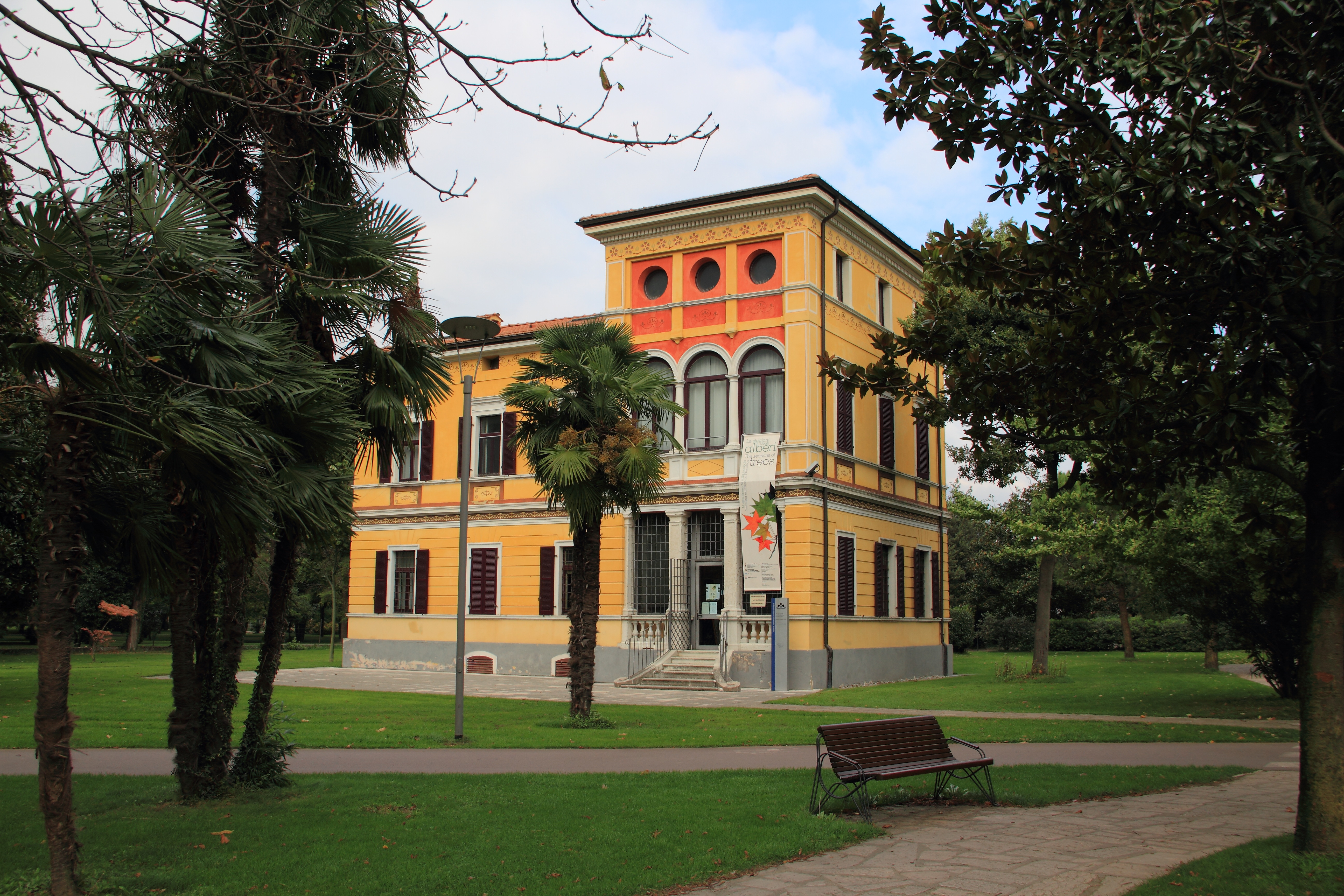
Villino Campi Seeseite (2014)

Villino Campi ist eine Ende des 19. Jahrhunderts in der Belle Époque errichtete Jugendstilvilla in Riva del Garda im Trentino.

## Lage
Die Villa liegt östlich des Stadtkerns von Riva del Garda in einer Parkanlage nur wenige Meter vom Ufer des Gardasees entfernt. Sie grenzt westlich an das Areal des von Christoph von Hartungen errichteten Sanatoriums von Hartungen, heute als Miralago bekannt. Das im 19. Jahrhundert mit verschiedenen Namen auftauchende Gebiet, in dem die Villa liegt, war bis ins 16. Jahrhundert teils Ackerland und Wiese, teils Sumpfgelände. Erst zu Beginn des 19. Jahrhunderts begann man mit der Bebauung dieses Geländes.

## Geschichte
Das Gebäude wurde um 1890 erbaut. Erste Besitzerin der damals Villa Lola bezeichneten Jugendstilvilla war die als exzentrisch beschriebene ungarische Adelige Hermine Nadosij geborene von Karczag. 1895 wurde auf dem zum Grundstück gehörenden Seeufer ein kleiner ummauerter Privathafen errichtet, von dem keine Spuren erhalten sind.
1897 wechselte die Villa erstmals den Besitzer, bevor sie 1903 der aus Cles stammende Archäologe und Abgeordnete des Tiroler Landtags sowie des Abgeordnetenhauses des Reichrats in Wien Luigi de Campi erwarb. Letzterer benannte das Gebäude in Villino Campi um.
1949 kaufte die Autonome Provinz Trient die Villa, die 1976 in den Besitz der Gemeinde von Riva del Garda überging. Letztere stellte das Gebäude 1992 der Provinz für zwanzig Jahre kostenlos zur Verfügung, unter der Auflage, dass die Provinz sie restaurieren lasse und darin eine hydrobiologische Forschungseinrichtung einrichte.
1998 wurde das Centro Villino Campi in der vollständig renovierten Villa eingeweiht. Das vom Amt für Umweltschutz der Provinz Trient betriebene Institut, das auch Besucher offen stand, beschäftigte sich mit Umweltschutzfragen im Bereich Seelandschaften mit Schwerpunkt Gardasee sowie mit Ökotourismus.
2012 lief die Nutzungsvereinbarung zwischen Gemeinde und Provinz aus. Letztere verzichtete auf eine Vertragsverlängerung, woraufhin das Centro Villino Campi geschlossen wurde. Um den Unterhalt der Villa zu finanzieren, verpachtete die Gemeinde das zur Seeseite gelegenen Erdgeschoss für eine privatwirtschaftliche Nutzung weiter.

## Beschreibung
Das zweistöckige Jugendstilgebäude ähnelt aufgrund seiner in Schönbrunner Gelb gehaltenen Fassade einem österreichischen Repräsentationsbau. Es besitzt die Form eines etwas ungleichmäßigen Hufeisens. Dazu trägt vor allem der leicht vom Mitteltrakt versetzte und um einen Stock höher liegende Ostflügel der Villa bei, der sich auf der zum See gewandten Südseite auch aufgrund der zum Teil unterschiedlichen Fassadenfarbe und der gekuppelten Fenster des ersten Stockes vom Rest des Gebäudes absetzt. Der Zugang erfolgt über eine Freitreppe in einen von zwei Säulen getragenen Eingangsbereich. An der Nordseite heben sich einige Pilaster und der Schriftzug Villino Campi unterhalb des Dachgesimses des Ostflügels von der sonst einheitlich gehaltenen Fassade ab.